# 트랜스코어
트랜스코어(TranceCore)는 일렉트로닉코어의 하위장르로 일렉트로닉코어와 같이 메탈코어에 전자 음악을 결합한 형태로 이루어져 있다. 일반적인 일렉트로닉코어에 비해 신디사이저 음이 많이 사용되는 것이 특징이다. 대표적인 밴드로 Fail Emotions, 크로스페이스 (Crossfaith), Fear, and loathing in las vegas, Eskimo Callboy 등이 있다.
국내밴드는 대표적으로 Satellights (새틀라이츠), In Your Face (인유어페이스), Synsnake(신스네이크), This is parallel world (디스이즈패러럴월드), Front Of House(프론트오브하우스) 등이 있다.